# Хедо
Хедо — озеро на территории Муезерского городского поселения Муезерского района Республики Карелии.

## Общие сведения
Площадь озера — 8,6 км², площадь водосборного бассейна — 133 км². Располагается на высоте 193,2 метров над уровнем моря.
Форма озера лопастная, продолговатая: оно вытянуто с северо-запада на юго-восток. Берега изрезанные, каменисто-песчаные, преимущественно возвышенные.
Через озеро протекает река Хедь, впадающая в озеро Муй, из которого берёт начало река Муезерка, впадающая в реку Чирко-Кемь.
В залив на северо-западе озера впадает безымянный водоток, вытекающий из озера Юленхедо.
В озере расположено не менее четырёх островов различной площади. Наиболее крупные носят названия Тедришуари и Шуришуари.
У юго-восточной оконечности Хедо проходит автодорога местного значения 86К-176 («Тикша — Реболы»).
Код объекта в государственном водном реестре — 02020000911102000005179.

## Панорама

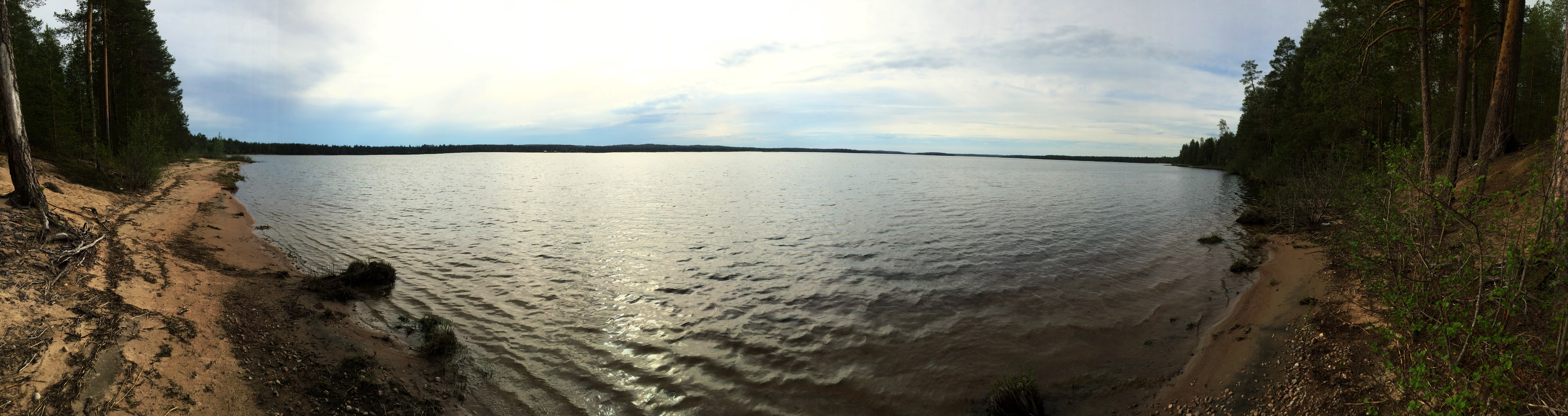
Панорама